# Ceremonia de încoronare a regelui Carol I al României
Ceremonia de încoronare a Regelui Carol I a avut loc în data de 10 mai 1881, denumită de atunci Ziua Regelui în România. În ziua de 14 martie 1881, Parlamentul României a proclamat „înălțarea principatelor române la gradul de Regat și a hotărât ziua de 10 mai, care era Ziua Independenței, să fie cea în care să se facă Încoronarea”. În ziua de 10 mai, s-a organizat ceremonialul de încoronare după modelul folosit la încoronarea Regelui Belgiei. Coroana reginei a fost făcută din aur și cea a regelui din oțelul unui tun turcesc capturat la Plevna. Cele două coroane au fost duse de membrii guvernului în ziua de 9 mai 1881 la Catedrala Patriarhală din București pentru binecuvântare.

## Desfășurare
În ziua de 14 martie 1881, Parlamentul României a proclamat „înălțarea principatelor române la gradul de Regat și a hotărât ziua de 10 mai, care era Ziua Independenței, să fie cea în care să se facă Încoronarea”. În ziua de 10 mai s-a organizat ceremonialul de încoronare după modelul folosit la încoronarea regelui Leopold al II-lea al Belgiei. Coroana reginei a fost făcută din aur și cea a regelui din oțelul unui tun turcesc capturat la Plevna. Cele două coroane au fost duse de membrii guvernului în ziua de 9 mai 1881 la Biserica Ortodoxă Română pentru binecuvântare.
În dimineața zilei de 10 mai, regele și regina s-au trezit în cântecele corale intonate de elevele Așezământului Elena Doamna. Cuplul regal a plecat la ora 10:45 la Gara de Nord, plecând cu un tren din gara Palatului Cotroceni. La Gara de Nord s-a format un cortegiu al încoronării în fruntea căruia era un regiment de dorobanți. Acesta era urmat de un detașament de jandarmi, unul de husari, după care veneau toți stegarii ce aparțineau tuturor regimentelor ce formau armata română. Regele Carol I era echipat în uniforma de ceremonie a unui general de infanterie. El se deplasa călare în fața trăsurii de gală a principesei ce era trasă de opt cai. Regina era în trăsură alături de principele Leopold de Hohenzollern-Sigmaringen și de fii lui, Ferdinand și Karl. Trupele garnizoanei bucureștene asigurau ordinea publică și orașul era împodobit de sărbătoare. Coloana manifestanților era condusă de patru generali de armată care duceau coroanele, ei fiind însoțiți de doi stegari ai regimentelor de dorobanți și infanterie.

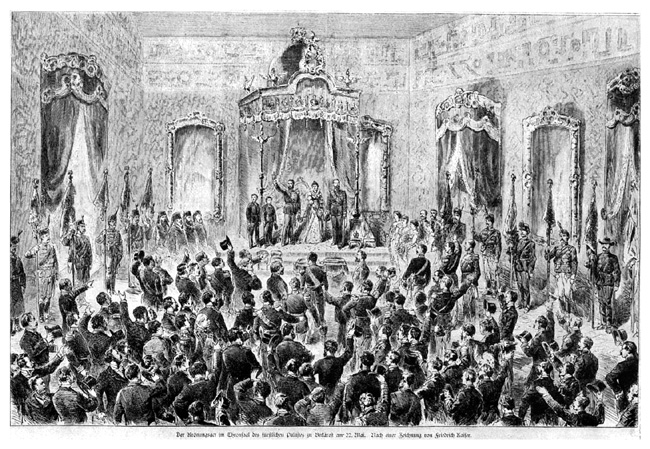
Imagine de la încoronare din interiorul Palatului Regal

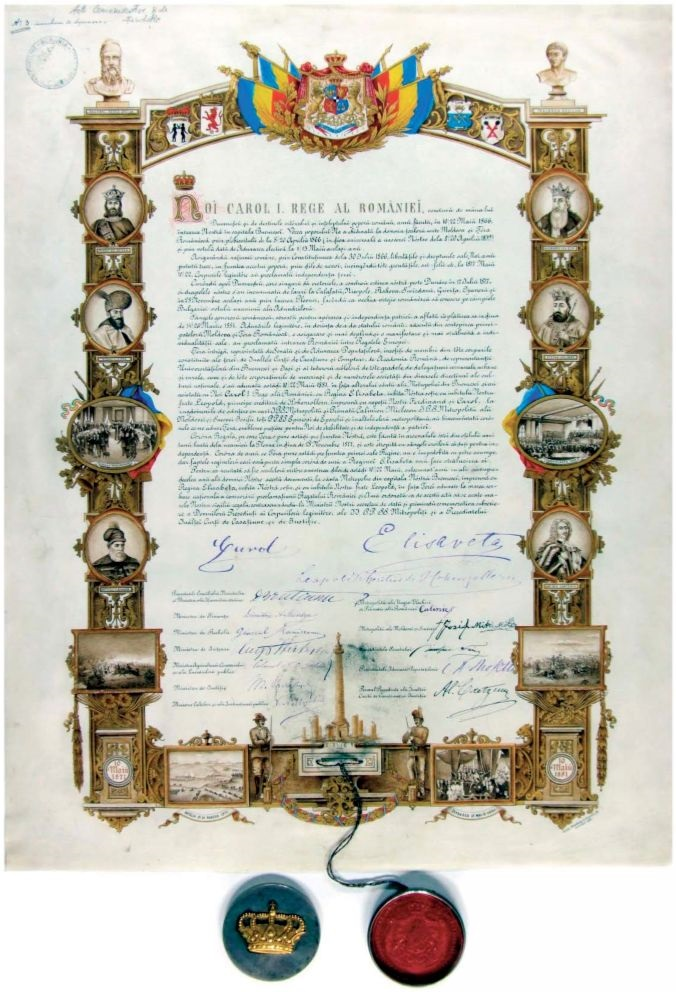
Actul de încoronare
din 10 mai 1881
– copie litografică
de G. Voneberg

Cortegiul regal s-a deplasat către Mitropolie, în fața căreia era ridicată o tribună frumos decorată. În fața tribunei s-a ținut slujba religioasă. Aici erau prezenți diplomații Corpurilor Legiuitoare, membrii Academiei Române, ai Înaltei Curți de Casație și Justiție, rectorii universităților bucureștene și ieșene, ofițeri superiori și o mulțime de jurnaliști care erau reprezentanții presei românești și străine. Mitropolitul primat Calinic Miclescu și mitropolitul Moldovei Iosif Naniescu au sfințit coroanele în zgomotul salvelor de tun.
A fost prezentat cuplului regal pentru semnare, Actul încoronării scris în pergament ce conținea principalele date ale domniei și proclamării ca rege a lui Carol I. Actul era subsemnat de către mitropoliți, miniștri și președinții Corpurilor Legiuitoare și de prim președintele Înaltei Curți de Casație și Justiție, adică: Dimitrie Brătianu, președinte al Consiliului de Miniștri și ministru al afacerilor străine; generalul Gheorghe Slăniceanu, ministru de război; colonelul Nicolae Dabija, ministru al agriculturii, comerțului și lucrărilor publice; Eugeniu Stătescu, ministrul de interne; Mihail Pherekyde, ministru de justiție (semnături din coloana din partea stângă); Iosif Naniescu, mitropolit al Moldovei și Sucevei; Calinic Miclescu, mitropolitul Ungro–Vlahiei și primat al României; C.A. Rosetti, președintele Adunării Deputaților; Alexandru Cretzulescu, primul președinte al Înaltei Curți de Casațiune și Justiție (coloana din partea dreaptă); Dimitrie Ghica, președintele Senatului; istoricul V.A. Urechia.
La ora 14, cortegiul s-a deplasat la Palatul Regal unde cuplul regal a primit felicitările demnitarilor, miniștrilor și ale reprezentanților corpului diplomatic. Președintele Senatului a ținut o cuvântare după care, împreună cu președintele Camerei Deputaților, a dat coroanele regelui și reginei. Regele a rostit un discurs la finalul căruia și-a pus coroana pe cap. Regina a îngenunchiat în fața lui și regele i-a pus coroana de aur pe cap.
Următoarele două zile, 11 și 12 mai 1881, au fost zile de sărbătoare în care au avut loc serbări de celebrare. Pe 11 mai, cuplul regal a asistat la defilarea unor care alegorice ce înfățișau momente din istoria industriei, comerțului și artei. După carele alegorice a urmat defilarea reprezentanților diverselor bresle și asociații meșteșugărești, societății studenților și asociațiilor maghiarilor, germanilor și ai evreilor din România. În ziua de 12 mai, Carol I a trecut în revistă trupele garnizoanei București și a asistat la defilarea lor prin fața statuii lui Mihai Viteazul. În 13 mai 1881 a avut loc o manifestație cu torțe a tineretului școlar și a unui mare număr de delegații ale comunelor și județelor din România.

## Ceremonia încoronării oglindită în artele plastice

### Resuscitarea tematicii istorice
Deoarece în artele plastice, tematica istorică era abordată doar sporadic de mai mult timp, unii artiști au înțeles că o dată cu proclamarea Regatului României din data de 14 martie 1881, interesul pentru istorie a crescut mai ales pentru momentul istoric din acel an. Cu toții știau că perioada de glorie a picturii istorice fusese cea premergătoare și cea ulterioară Unirii Principatelor. În acea perioadă s-a legitimat prin artă actul politic al Unirii prin aducerea în prim-plan a marilor figuri de domnitori ca Ștefan cel Mare, Dragoș Vodă, Vlad Țepeș și Mihai Viteazul, cel din urmă fiind și autorul primei uniri a celor trei țări românești. În acest fel s-a dorit a se certifica identitatea de limbă și neam a poporului ce-o înfăptuise. Astfel, artiștii au sesizat că și momentul ridicării României la rangul de Regat, era un eveniment similar. În anul 1881 s-au legitimat  prerogativele regale prin raportarea la istoria trecută sau chiar la cea foarte recentă a țării.
Așa cum se știe din analizele pe care istoricii de artă le-au făcut, Sava Henția a evocat în opera sa antichitatea. Elocvent a fost faptul că la Expoziția artiștilor în viață din anul 1881 el a expus Intrarea triumfală a lui Traian la Sarmisegetuza și în anul 1882 tabloul intitulat Triumful lui Cezar. Ambele pânze fac trimiteri fără echivoc la gloria de natură imperială și la o anume tradiție ce și-a făcut deja loc în cultura națională. Tot la Expoziția artiștilor în viață din anul 1882, pictorul Constantin Lecca a prezentat și el o Intrare triumfală a lui Traian la Sermisegetuza.

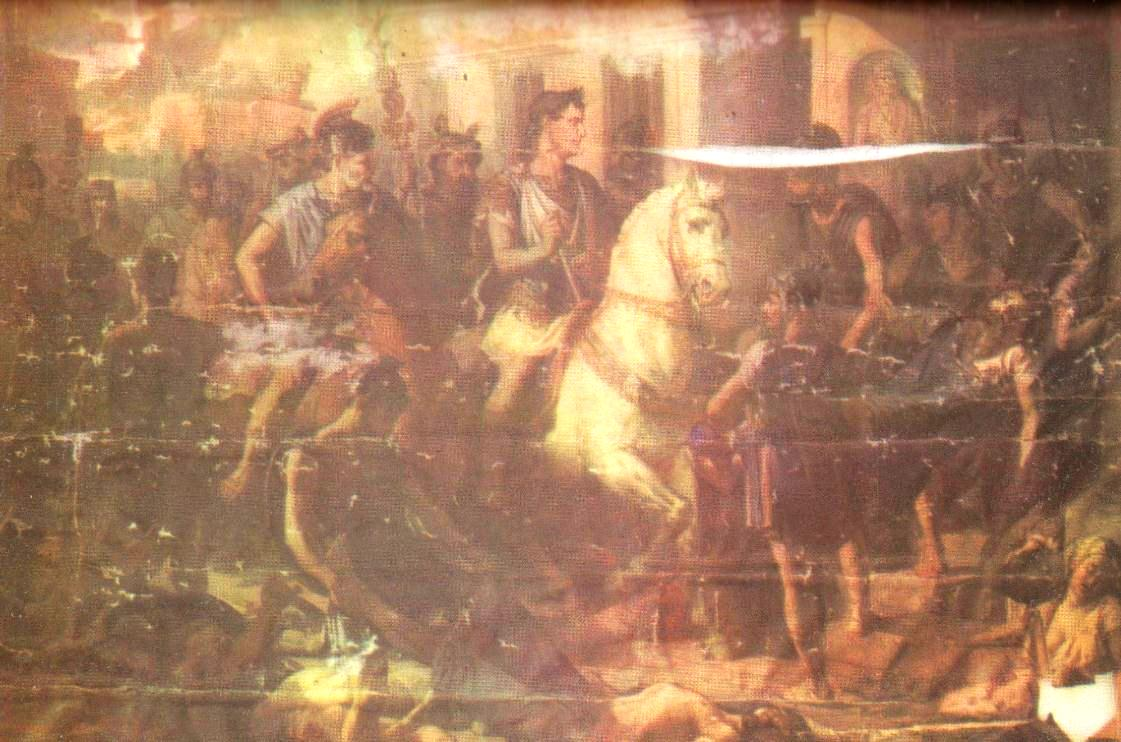
Intrarea triumfală a lui Traian în Sarmisegetuza - de Sava Henția
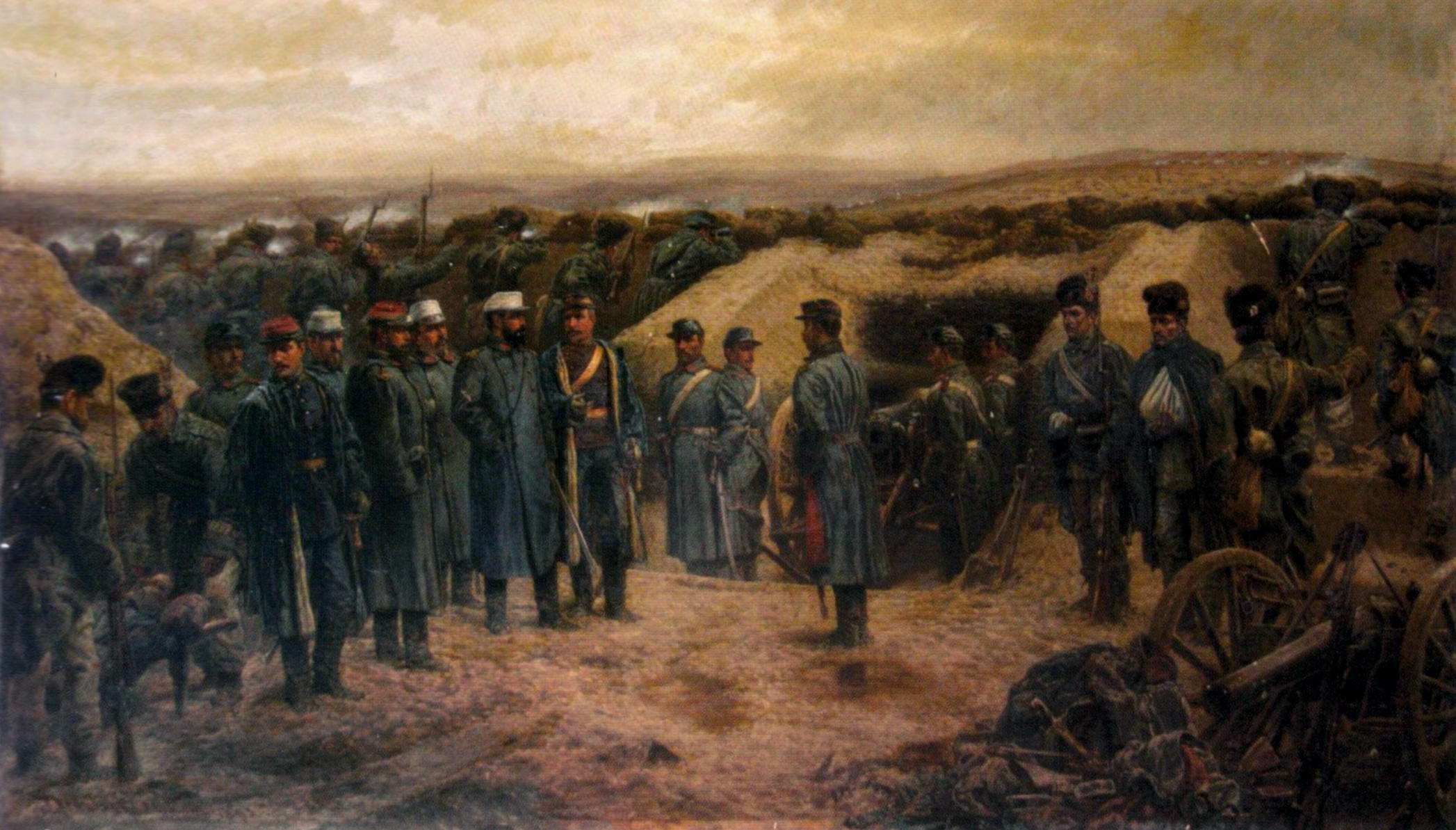
Regele Carol I vizitând reduta Grivița - de Johann Nepomuk Schönberg
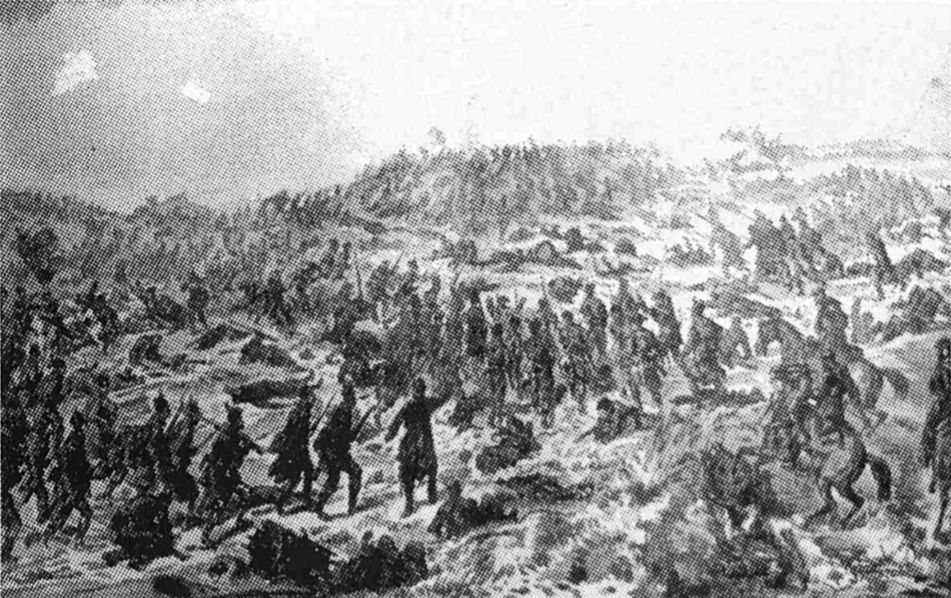
Asaltul redutei Grivița - de Johann Nepomuk Schönberg

Subiectele care erau inspirate din Războiul din 1877 erau deja o prezență obișnuită pe simezele evenimentelor expoziționale de artă plastică, fapt pentru care publicul a înțeles că oferirea coroanei regale domnitorului Carol I era o consecință directă a cuceririi independenței României pe câmpul de luptă. Erau astfel, foarte cunoscute Bătălia de la Grivița a lui Johann Nepomuk Schönberg și Atacul de la Grivița a lui Friedrich Kaiser. Pictorul Nicolae Grigorescu era deja în conștiința publică cu scenele sale de război, cu Albumul Resboiului Independenței ale cărui planșe au fost fotografiate la Paris și mai apoi, au fost difuzate masiv în toată România.
În domeniul sculpturii merită de a fi menționată lucrarea lui Karl Storck din anul 1881, cioplită în marmură și intitulată Pietatea română sau Mama răniților. Este o compoziție plină de duioșie în care a fost reprezentată Principesa Elisabeta îngrijind un infanterist rănit.

### Crearea însemnelor regale

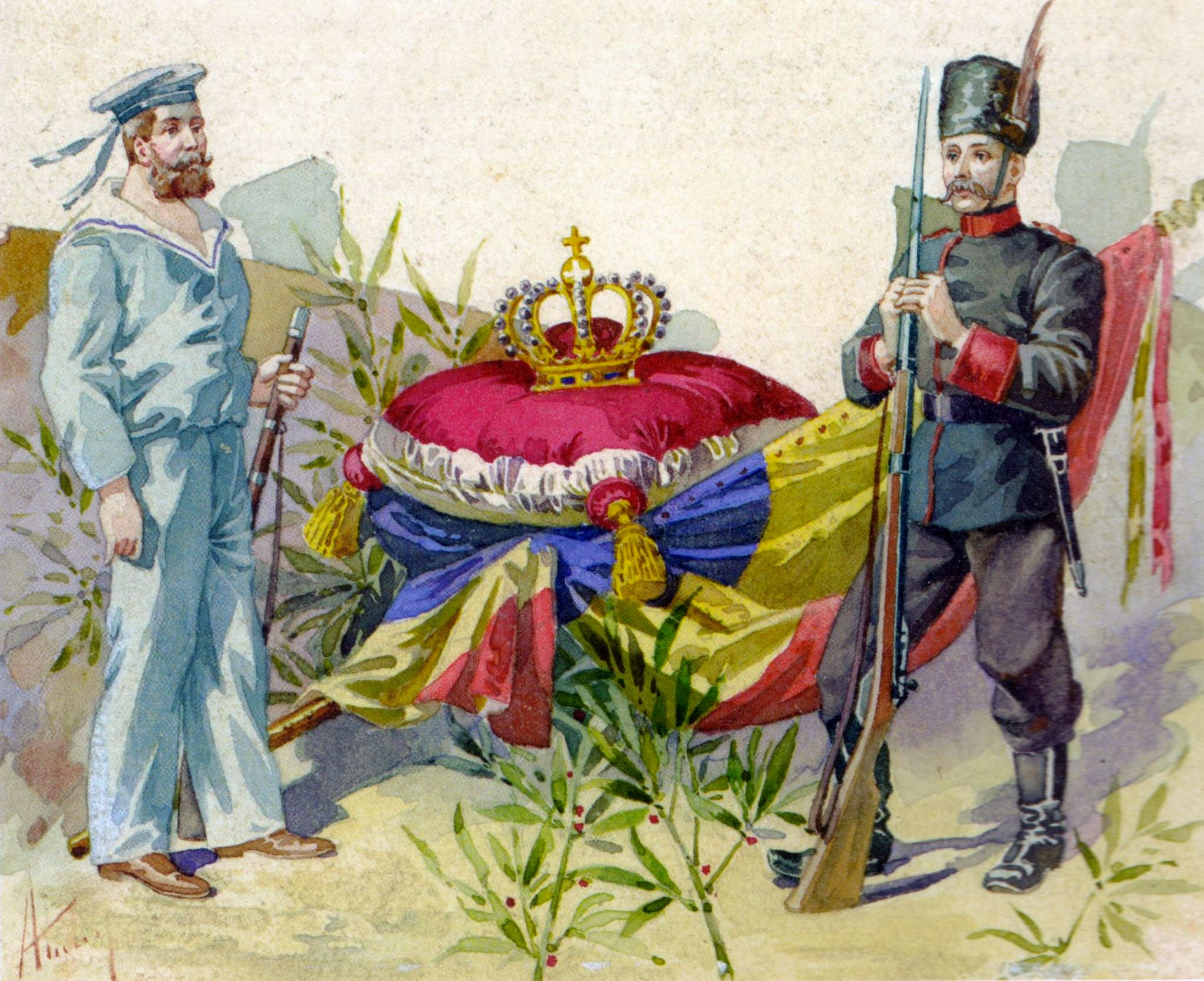
Coroana regală - acuarelă de Theodor Aman

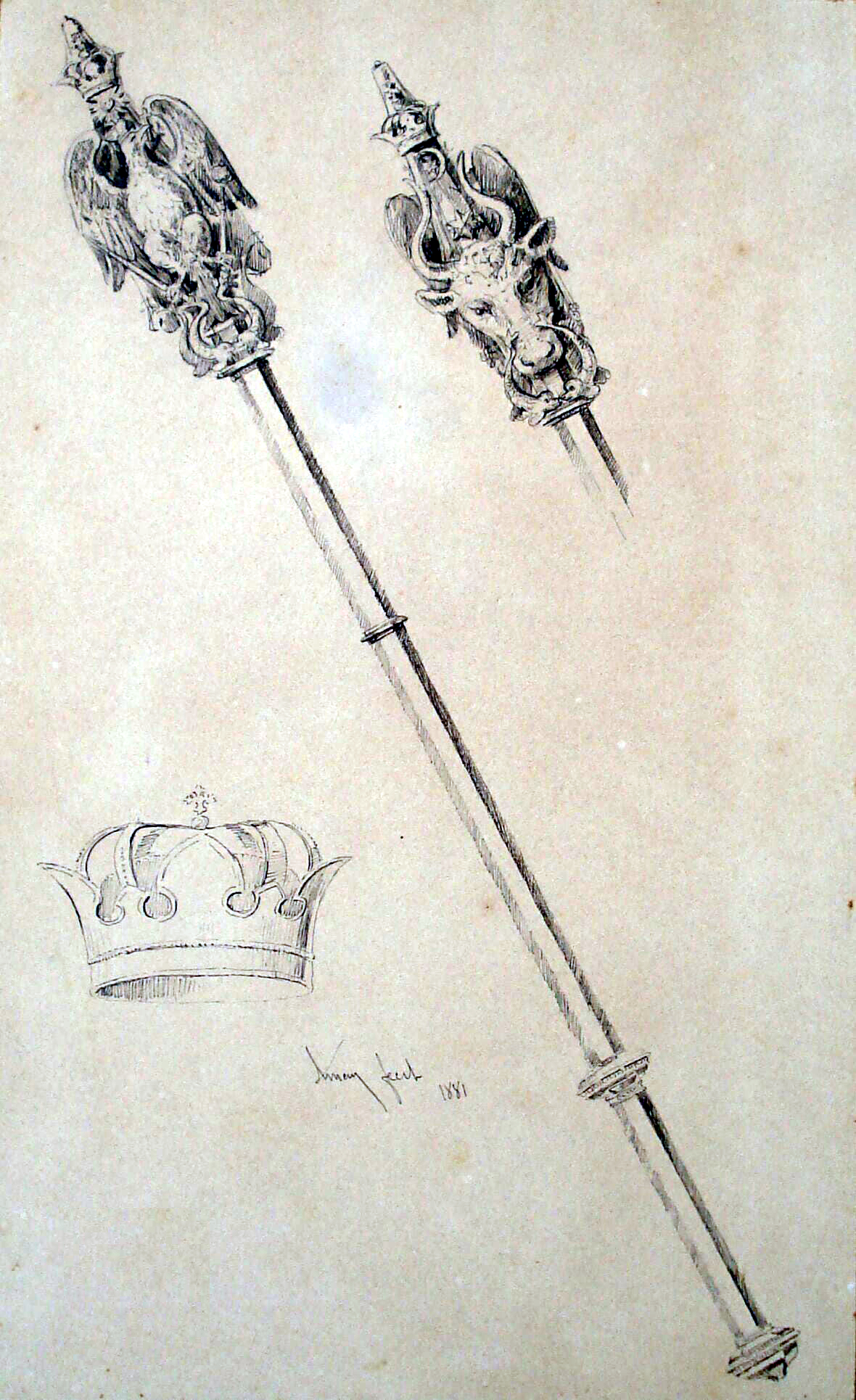
Coroana și sceptrul regal - în tuș, de Theodor Aman

Artiștii români, câțiva de primă mărime, și-au adus contribuția la ceremonia încoronării. Unii dintre ei, chiar au executat proiectele pentru crearea însemnelor regale. Theodor Aman a fost solicitat să execute desene pentru sceptrul și coroana regelui, în timp ce Nicolae Grigorescu a făcut alte schițe pentru coroana reginei Elisabeta care a fost executată în atelierele lui Resch din București. Sursele de documentare au fost căutate tot în înscrisurile istorice.
Schița lui Theodor Aman a fost realizată în tuș. În lucrare apare coroana și sceptrul. Schița poate fi văzută astăzi printre exponatele Muzeului Theodor Aman. Planșa are dimensiunea de 45 x 27,5 cm și pe ea apare un  sceptru în stil gotic ce o străbate în diagonală din dreapta jos spre stânga sus. Sceptrul are un mâner lung de secțiune hexagonală. Pe o parte a măciuliei apare bourul Moldovei și pe cealaltă acvila Munteniei, surmontați de coroană și în partea de jos apar delfinii Dobrogei, regiune recuperată de România după Războiul de Independență. Stema Moldovei este plasată în dreapta. În partea stânga jos a planșei, apare schițată foarte fin coroana, cu vârful peniței.
În data de 3/15 mai, regele Carol I s-a întors la București după două zile de odihnă petrecute la Sinaia. Pe biroul său de la Palatul Cotroceni, a găsit coroana de oțel. După propriile amintiri „... Ea se compune dintr-un cerc asupra căruia se ridică opt emisfere ce susțin globul regal cu «Crucea [Trecerea] Dunării»; forma ei este aceea a coroanelor regale moderne; înăuntru este îmbrăcată cu catifea roșie de pe care iese foarte bine în relief strălucitorul oțel... Neobositul locotenent-colonel Dimitrie Papazoglu, adept al culturalizării și informării prin imagine ca și al democratizării artei prin litografii ieftine, accesibile oricui, a editat o stampă cu această. coroană.”

### Medalia de celebrare a încoronării

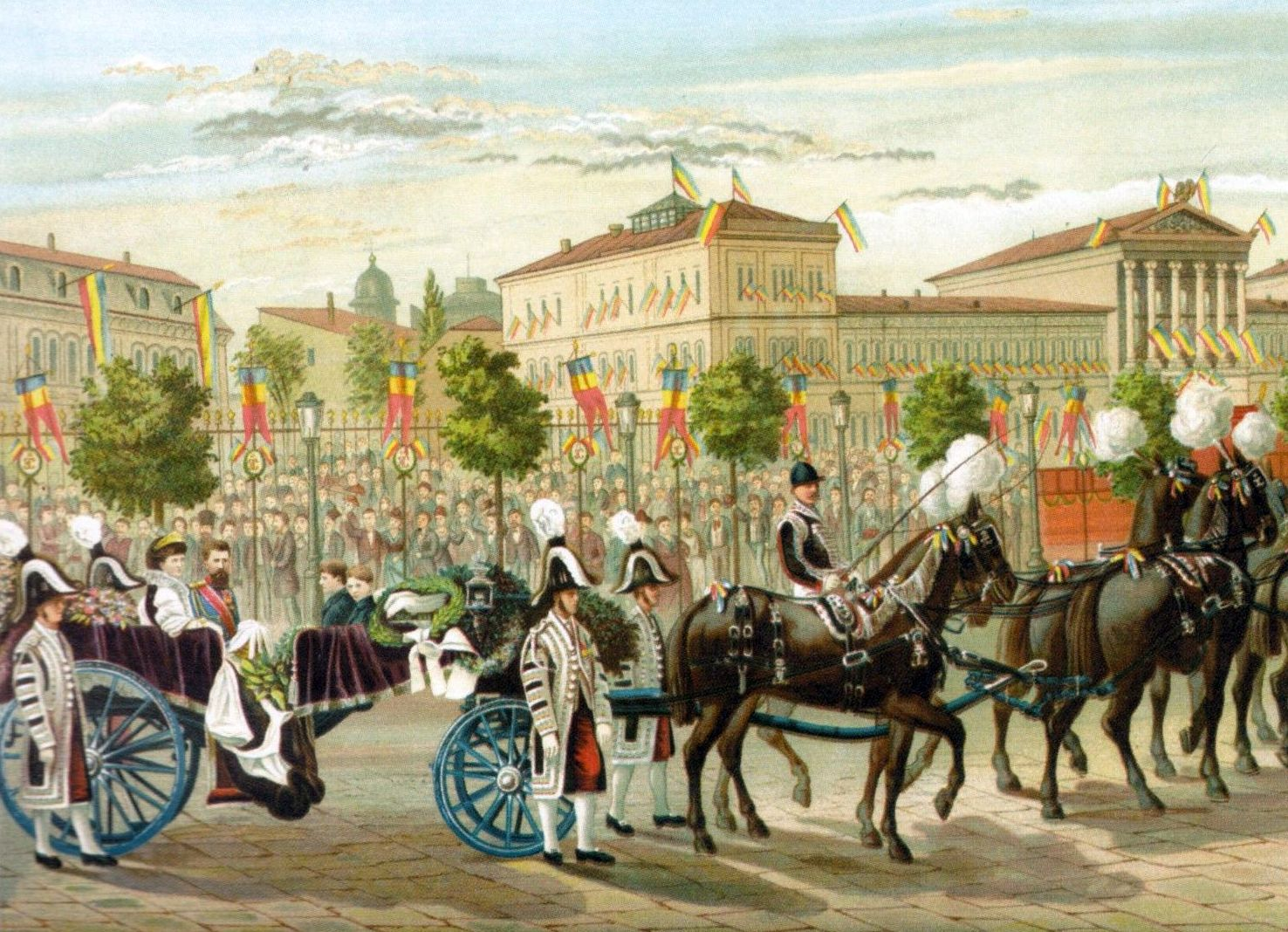
Regina Elisabeta și Principele Wilhelm cu fii - cromolitografie din Albumul Carelor simbolice de Carol Popp de Szathmary

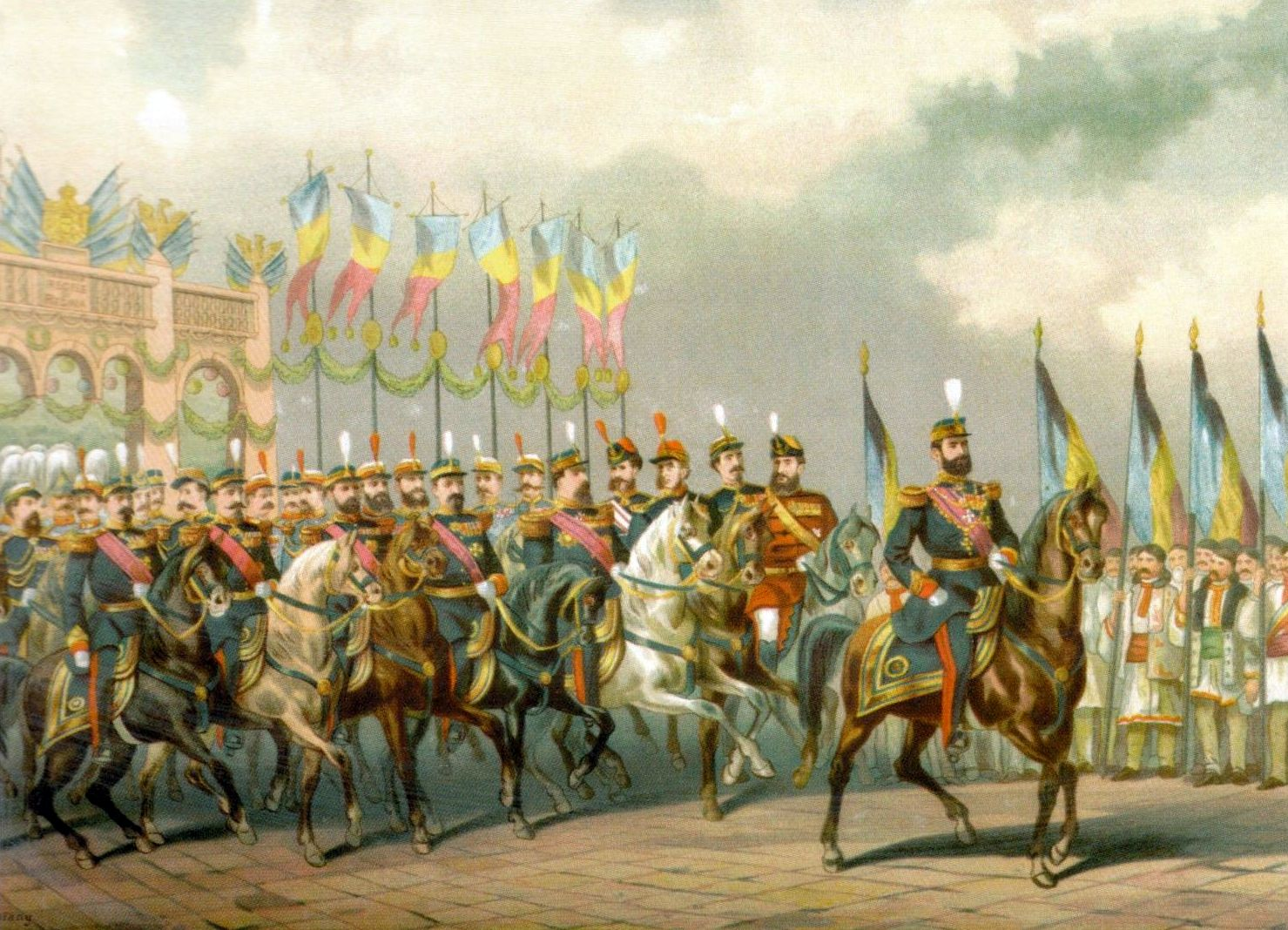
Carol I cu suita - cromolitografie din Albumul Carelor simbolice de Carol Popp de Szathmary

Theodor Aman a făcut parte și din comisia care a decis dimensiunea, forma și textul ce urma să fie inscripționat pe medalia care s-a emis cu ocazia ceremoniei și a serbărilor încoronării din 10 mai 1881. Dimitrie Brătianu, în calitate de prim ministru al României a emis o adresă de constituire a comisiei din care au făcut parte Constantin I. Stăncescu, Bogdan Petriceicu Hașdeu, Nicolae Grigorescu și Grigore Tocilescu. Președintele comisiei a fost nominalizat în persoana lui V. A. Urechia. Rezultatul dezbaterii privind modelul ales a fost trimis pentru aprobare primului ministru. Ținând cont de răspunsul lui Dimitrie Brătianu, se pare că s-a optat pentru o deviză în limba latină, deoarece Brătianu a emis o interogație „... N'ar fi ceva mai bine ca exerga care incongiură cifrul regelui să fie în românește?”. Conform gradelor, medalia urma a fi făcută din aur, argint și bronz. Anversul ei avea cifrul regal și reversul purta inscripția „Serbarea Proclamării Regatului, 10 mai 1881; Legea din 14 martie 1881, Ioan Brătianu. Ministru Președinte”.
Tot pictorul Theodor Aman a fost cel care a realizat și proiectul Ordinului „Coroana României”.
Dovada aportului major privind contribuția pe care a avut-o Aman în proiectarea însemnelor regale ale României, este petiția pe acesta a făcut-o către minister în anul 1889, când avea dificultăți financiare, pentru a i se mări salariul „... am fost însărcinat a face desenul Coroanei de oțel a României - precum și cu decorațiunea purtând același nume și nu am primit nici o recompensă pentru aceasta.” În memoriile scrise de Alexandru Tzigara-Samurcaș, acesta a menționat că în anul 1908 i-a prezentat regelui Carol I, Catalogul Muzeului Theodor Aman care s-a publicat cu ocazia deschiderii lui. Cu acest prilej, a afirmat Tzigara-Samurcaș, suveranul și-a amintit cu plăcere de Aman, cel care desenase noua decorație.

### Carele alegorice
Sculptorul Karl Storck, coleg de catedra la Școala de Belle Arte cu Theodor Aman, a fost desemnat de comitetul Societăților Germane din București să ia parte și să supervizeze ornamentarea carului alegoric al acestora pentru defilare alături de ale celorlalte companii. Au fost alese decorațiuni simbolice germane:
„... deasupra unui grup de stânci într-un pavilion ornat cu steagurile Austriei, Germaniei și României, sta România oferind scut și ospitalitate asociațiunelor germane ce petrec aci. Gruparea asociațiunelor a fost în modul următor: la capul carului era societatea de gimnastică reprezentată prin emblema ei. Partea dreptă a carului era ocupată de cele două asociațiuni de muzică vocală Liedertafel și Eintracht, reprezentând simbolic cântul prin două figuri răzimate de o liră. Partea stângă a carului era ocupată de cele două asociațiuni de ajutor Deurcher Untersnitzungsverein și Anker.
      În mijlocul carului, pe un piedestal înalt, înconjurat de embleme comerciale, sta un chip robust bărbătesc cu mâna stângă pe ciocan și nicovală iar în drepta ținând stindardul asociațiunei industriale și comerciale bucureștene.
      Toate costumele erau împrumutate din evul mediu. Carul era tras de 6 cai frumoși cu hamuri roșii, conduși de 6 vizitii imbrăcați tot în costume de evul mediu. Înainte mergeau doi heralzi călări în culori austriece și germane și după ei un port drapel stindardul României, tot călare. După acesta venia trei călăreți suflând în fanfare, în costume tot din evul mediu.”
----- Serbările încoronărei, 11 Maiu, Cortegiul Carelor, Grupul XXII, „Resboiul” No. 1381/17 Maiu 1881

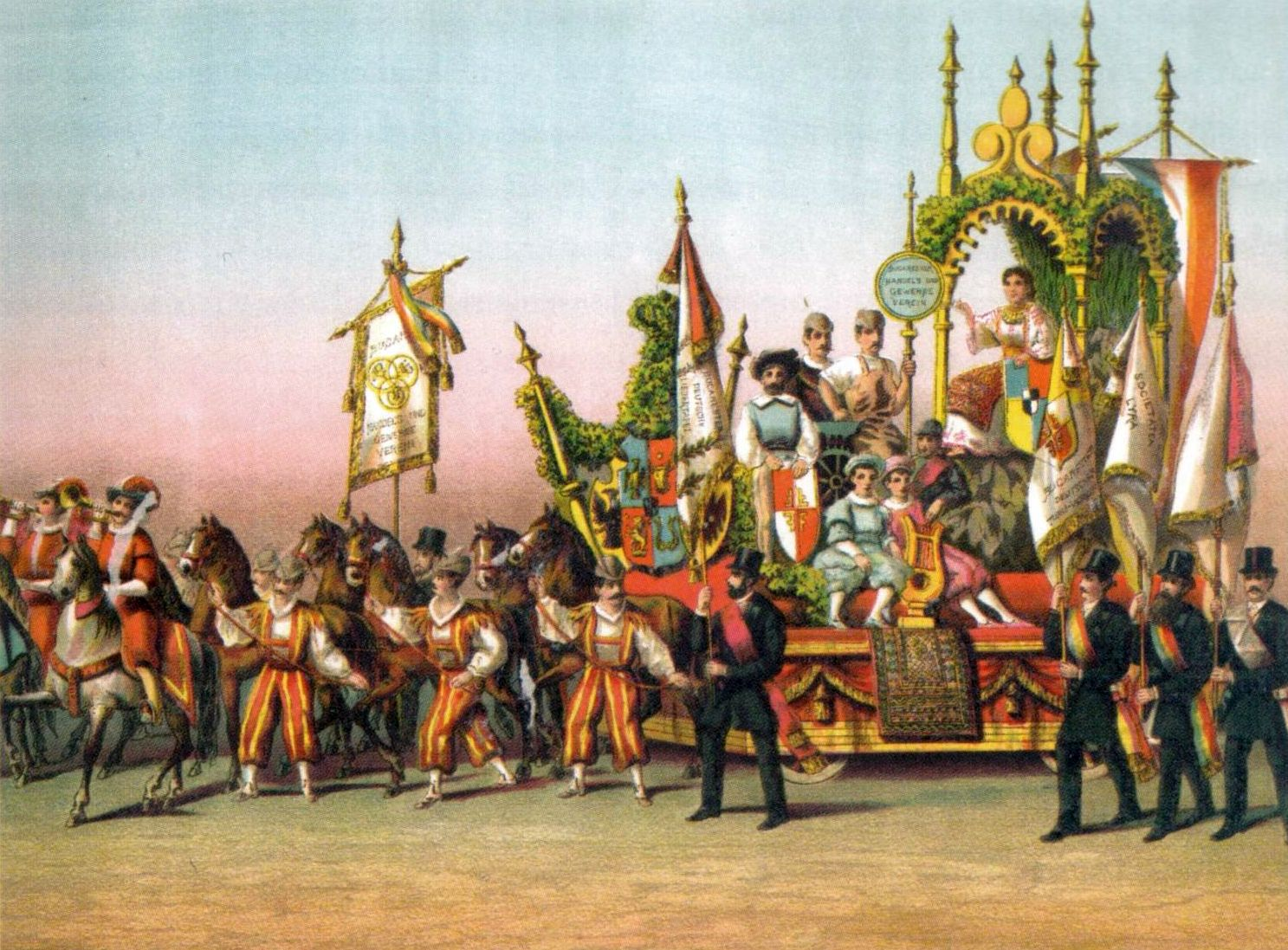
Carul Societăților Germane din București - cromolitografie din Albumul Carelor simbolice de Carol Popp de Szathmary

Heralzii, pajii, purtătorii de drapele, au fost înveșmântați în costume din Evul Mediu. Această opțiune nu a fost luată doar pentru carul german, ci și pentru toate celelalte grupuri. Grăitor în acest sens a fost Grupul al II-lea al Artiștilor dramatici și al Conservatorului de muzică. La acesta defilau patru scutieri, doi crainici în costume medievale, opt scutieri care țineau panglicile roșii cu ciucuri aurii ale carului, patru paji cu baniere și patru copii așezați în colțurile carului pentru a ține ghirlande de flori. În urma lor veneau prințul mareșal Soubise, Ludovic XIII,  Ruy Blas și Francisc I. După ei veneau personaje din poveștile tradiționale românești ca Zmeul, Pârlea Vodă, călări, după care Murgilă și Zorilă pe jos. După ei, alți călăreți cu baniere în veșminte istorice, patru boieri călări în portul din vechime și patru halebardieri.
Foarte bine organizat a fost cortegiul elevilor Institutului Urechia. Acesta a deschis parada carelor alegorice. El a coagulat toate marile personalități: Traian, Decebal, Ioan Asan I, Bogdan Pietriș și Radu Negru, precum și Mircea cel Bătrân, Alexandru cel Bun, Ștefan cel Mare, Vasile Lupu, Matei Basarab, Neagoe Basarab cu fiul Teodosie, Mihai Viteazul, Dimitrie Cantemir și Constantin Brâncoveanu. Pentru perioada fanariotă a fost prezentat un turc cu harapnic, un grec cu o falangă folosită la prinderea picioarelor condamnaților la biciuire, un boier velit ce avea un ișlic pe cap, un Tudor Vladimirescu. Anul 1848 era figurat de o femeie drapată. Războiul Crimeii era evocat de un francez, un italian și un britanic urmați un grup de soldați, îmbrăcați în uniformele de atunci, care țineau lanțuri rupte ce simbolizau emaniciparea. România Liberă era figurată de o tânără ce ținea o replică a coroanei regale. Toate costumele aveau ca proveniență haine din recuzita Teatrului Național din București. Cortegiul elevilor a făcut senzație printre privitorii defilării, chiar dacă aceștia nu puteau identifica personajele. L-au confundat pe Decebal cu Tudor Vladimirescu sau chiar cu Arhanghelul Mihail și pe Traian cu Irod. Prezentarea momentelor istorice a foarte riguroasă, mai ales că Unirea Principatelor a fost doar sugerată în mod diplomatic prin acel grup de ofițeri străini și domnia lui Alexandru Ioan I a fost eliminată pentru a nu ofensa suveranul. Contraponderea se produsese pe 10 mai când au fost incluși veteranii de la 1848 și răniții din Războiul de Independență împreună cu membrii Divanului ad-hoc.
În aspirația de a-și releva mai bine specialitatea, s-a atins și ridicolul, frizând kitsch-ul. Carul Băuturilor gazoase a fost anunțat de o banieră de culoare albastră ce avea un sifon pe ea. Era purtată de membrii unei gărzi de onoare care aveau pe căciulile de plăieși capete de sifon pe post de cocarde. Aceleași capete de sifon împodobeau întregul car alegoric pe care trona zeița Hebe stând lângă un havuz de unde curgea apa prin două ondine în niște cupe cu care, chipurile, își potoleau setea. Mitologia se împletea sui generis cu realitatea prozaică a unei coloane formată din sifoane aflată în fața carului. Grotescul perfect a fost atins de cei care au pregătit carul alegoric al săpunarilor și lumânărarilor „... pe un car susținut și împodobit numai cu podoabe de săpun (...) se afla în picioare, în mărime naturală, având mana stângă așezată pe sabie iar la picioare semiluna și un fes, statuia Majestății Sale Regele, figură cu totul din glicerină, de culoare închisă, iar lenta și epoletele de culoare deosebită.”

### Lucrarea lui Henryk Dembiński
Ilustratorul Henryk Dembiński a realizat mai compoziții alegorice și patriotice în perioada Războiului de Independență. Realizările sale artistice le-a publicat în paginile ziarului Resboiu. Cu ocazia încoronării regelui, el a ales să facă o reprezentare statuară. Cu câteva zile premergătoare ceremoniei din 10 mai, ziarul Resboiu a anunțat pe cititorii săi că „... în onoarea zilelor de la 10 și 11 Maiu, ziarul nostru având o / MARE ILUSTRAȚIE / reprezentând / O ALEGORIE A ÎNCORONĂRII / desemnată de cunoscutul și excelentul artist d. Dembinsky (sic) va apare în 60.000 exemplare.” În ediția ziarului din data de 10 mai 1881 a apărut lucrarea lui Dembiński în cele două pagini de mijloc ale cotidianului. Era înfățișat cuplul regal în chip de busturi statuare pe două socluri unite la bază de un ecuson pe care este figurată noua stemă a României. Cioplit pe ele apare anul 1881 iar în partea dreapta, pe prima treaptă a fundației, apare o femeie în togă care simbolizează România Liberă. Ea ține în mâna dreaptă o creangă de măslin și în cea stângă o coroană pe care o ridică deasupra capetelor suveranilor. Apoteoza Regatului este simbolizat prin mulțimea recunoscătoare de țărănci cu copii, țărani, ofițeri și soldați purtând steaguri, doamne și domni din înalta societate, care cu toții manifestează cu entuziasm.

### Ceremonia oglindită în fotografie
Pentru imortalizarea fastuoaselor ceremonii ale încoronării, Carol Popp de Szathmary, care era pictorul și fotograful oficial al Curții Regale a României, s-a asociat cu cumnatul său Franz Duschek și cu Andreas D. Reiser pentru a fotografia momentele cele mai importante ale defilării carelor alegorice și ale solemnității ceremoniale. Fotografiile rezultate au fost din păcate, de o foarte slaba calitate din cauza timpului nefavorabil din punct de vedere meteorologic.

### Albumul Carelor simbolice
Din cauză că fotografiile pe care le-a făcut Szathmary au fost nereușite, acesta a realizat după acestea o serie de acuarele. Ele poartă stilul său inconfundabil, plin de minuțiozitate, cu personaje uneori puerile în ținuta lor rigidă, cu aluri importante și sobre. Ca urmare, lucrările au fost lithografiate la atelierul lui Elia Grassiany cu care a încheiat un contract în ziua de 9 noiembrie 1883. Artistul s-a angajat să deseneze pe piatră compozițiile cu care alegorice în alb-negru și color, la un preț de 400 de lei noi pentru fiecare. La un ciclu de șase săptămâni urma să predea câte două pietre pentru tipar și să dea suma acontată. Pentru întocmirea contractului, Szathmary a apelat la comisarul de poliție de la Secțiunea a XIII-a a Bucureștiului, V. Constantin, și actele au fost semnate pe verso în data de 14 noiembrie 1883. Există și o anexa a contractului care menționează denumirile celor 12 cromolithografii:
1. M.S. Regele Carol cu suita

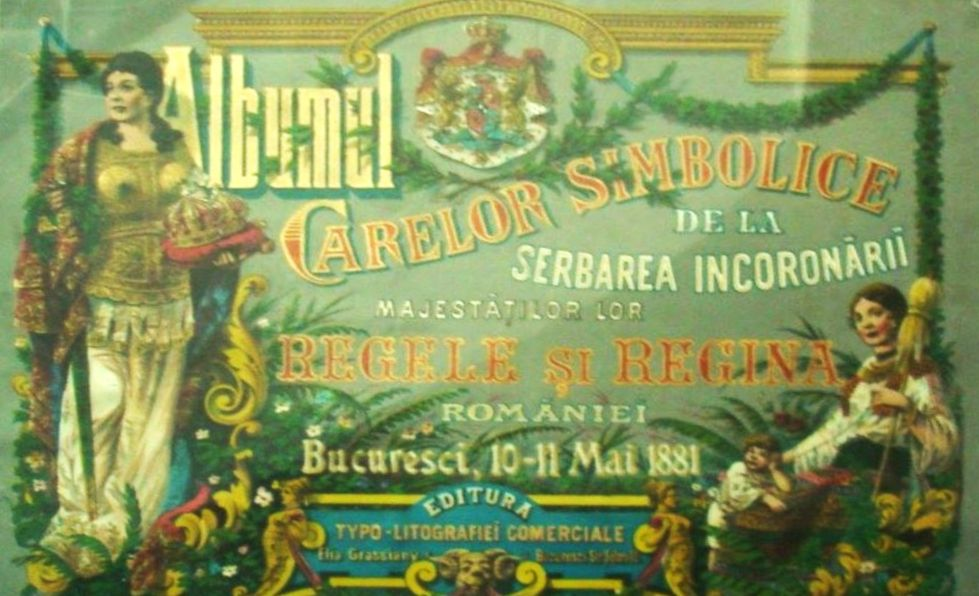
Albumul Carelor Simbolice de la serbarea încoronării Majestăților Lor Regele și Regina României, Bucuresci 10-11 mai 1881 - ediție de lux

2. M.S. Regina Elisabeta cu A.S. Principele Wilhelm în trăsură
3. Carul simbolic al «Teatrului Național»
4. Carul «Comerțului»
5. Carul «Agriculturei»
6. Carul «Vânătoarea sălbatică»
7. Carul «Ceasornicari - Giuvaergii»
8. Carul «Constructorilor»
9. Carul «Caretașilor»
10. Carul «Băuturilor Gazoase»
11. Carul «Căilor Ferate»
12. Cortegiul «Societăței de Dare la Semn București»”[34]

În data de 18/30 mai 1884 Elia Grassiany a achitat suma de 2350 lei lui Szathmary pentru realizarea mai multor litografii și pentru serviciile de repare a pietrelor care s-au deteriorat la transport sau în procesul de tipărire, după cum urmează:
- 2 Tablouri Cofetari și Băuturi, - desen pietre și original - 800 lei
- 2 Vânătoare sălbatică și Drumul de fier, - original acuarelă - 800 lei
- 5 originale, Giuvaergii, Agricultură, Regele cu suita, Comerțul și Teatru, - piatră, reparat - 600 lei
- Repararea pietrelor Concordia și Băuturi spirtoase - 150

Adică un total de 2350 lei.
În ziua de 9/21 octombrie 1884 Elia Grassiany a achitat 800 lei pentru cele două stampe care reprezentau carele alegorice ale societăților germane și al croitorilor, cizmarilor și pălărierilor.

Parada carelor alegorice - cromolitografii de Carol Popp de Szathmary din Albumul Carelor Simbolice
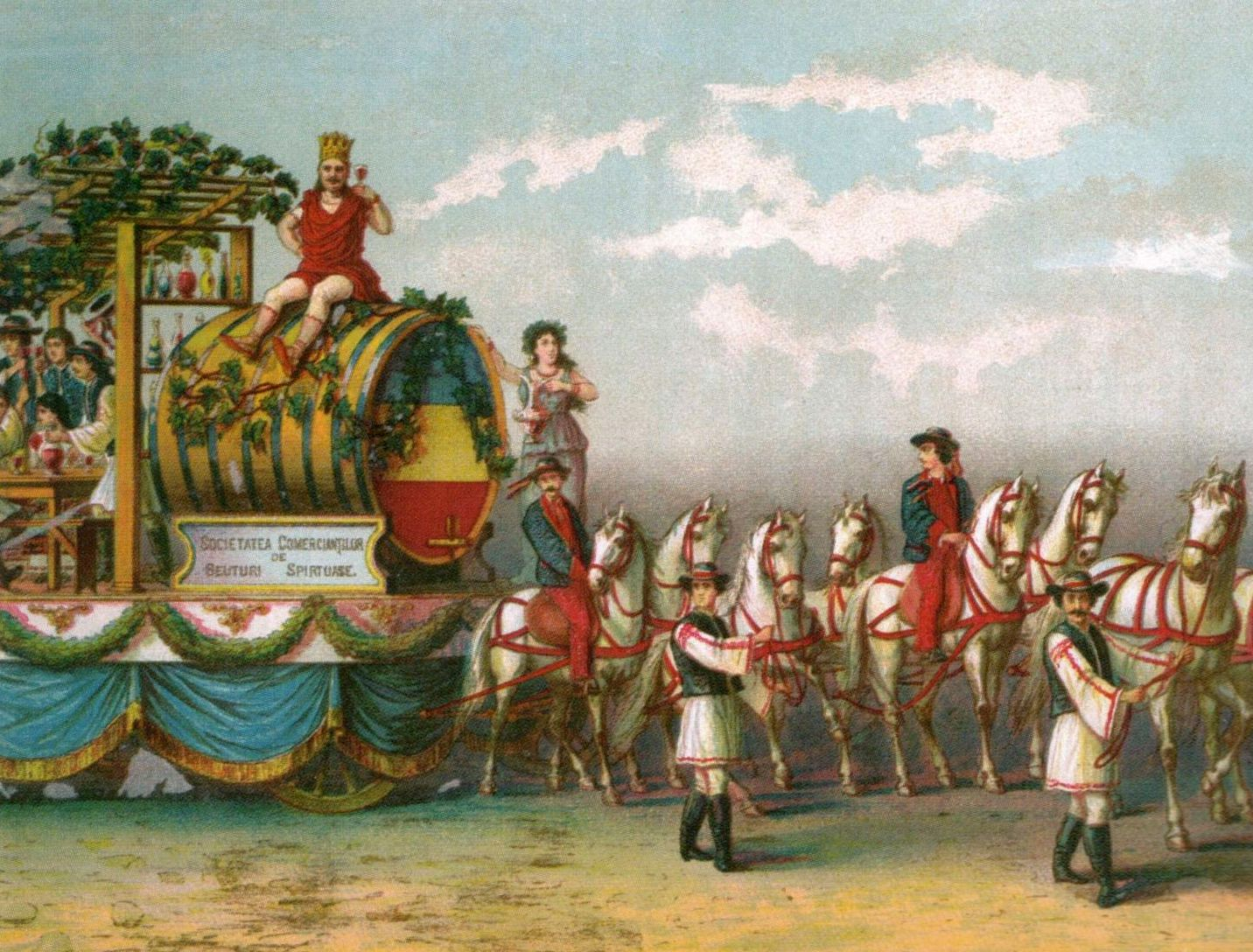
Carul băuturilor spirtoase
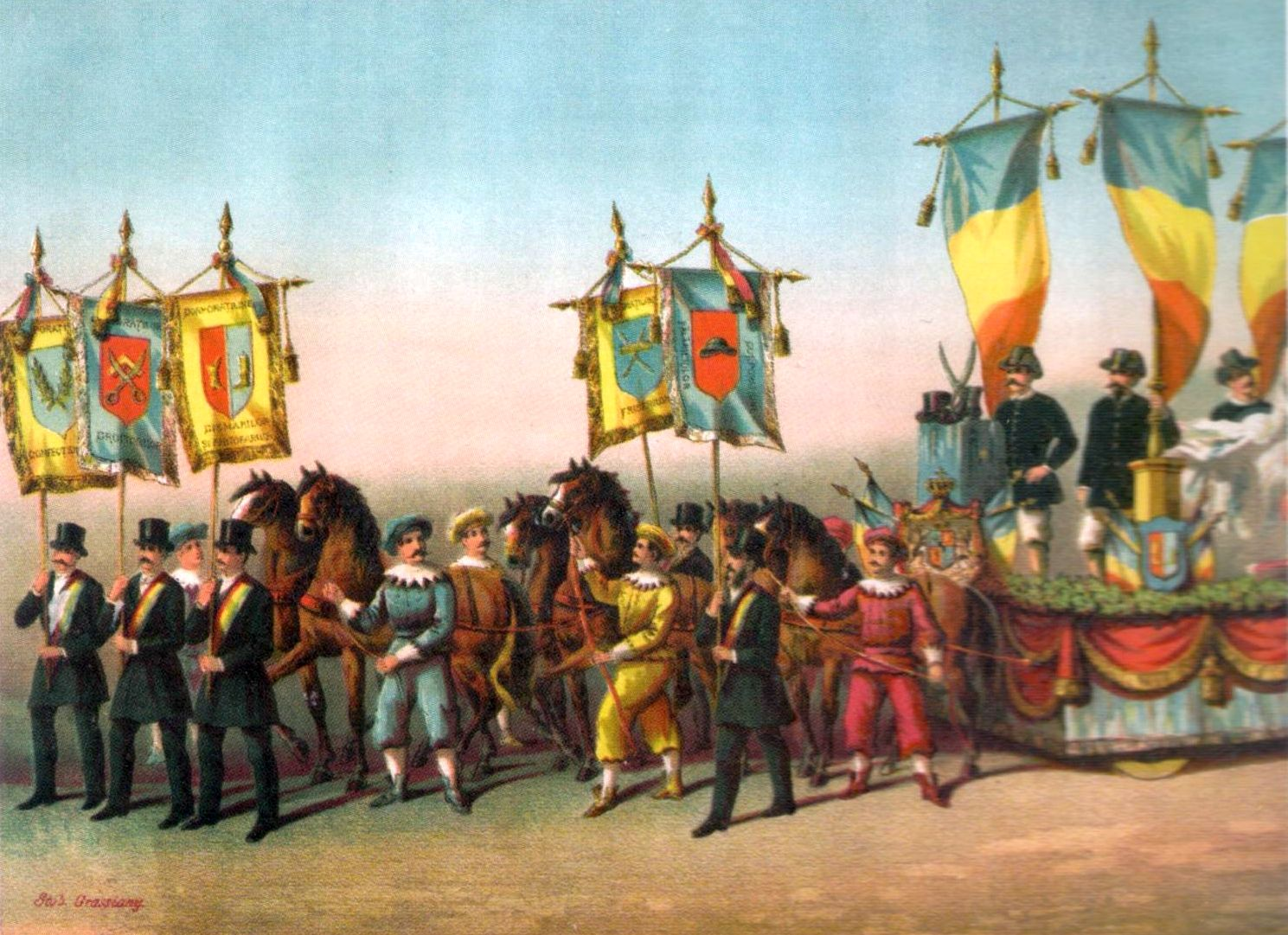
Carul croitorilor, cizmarilor, pălărierilor și frizerilor
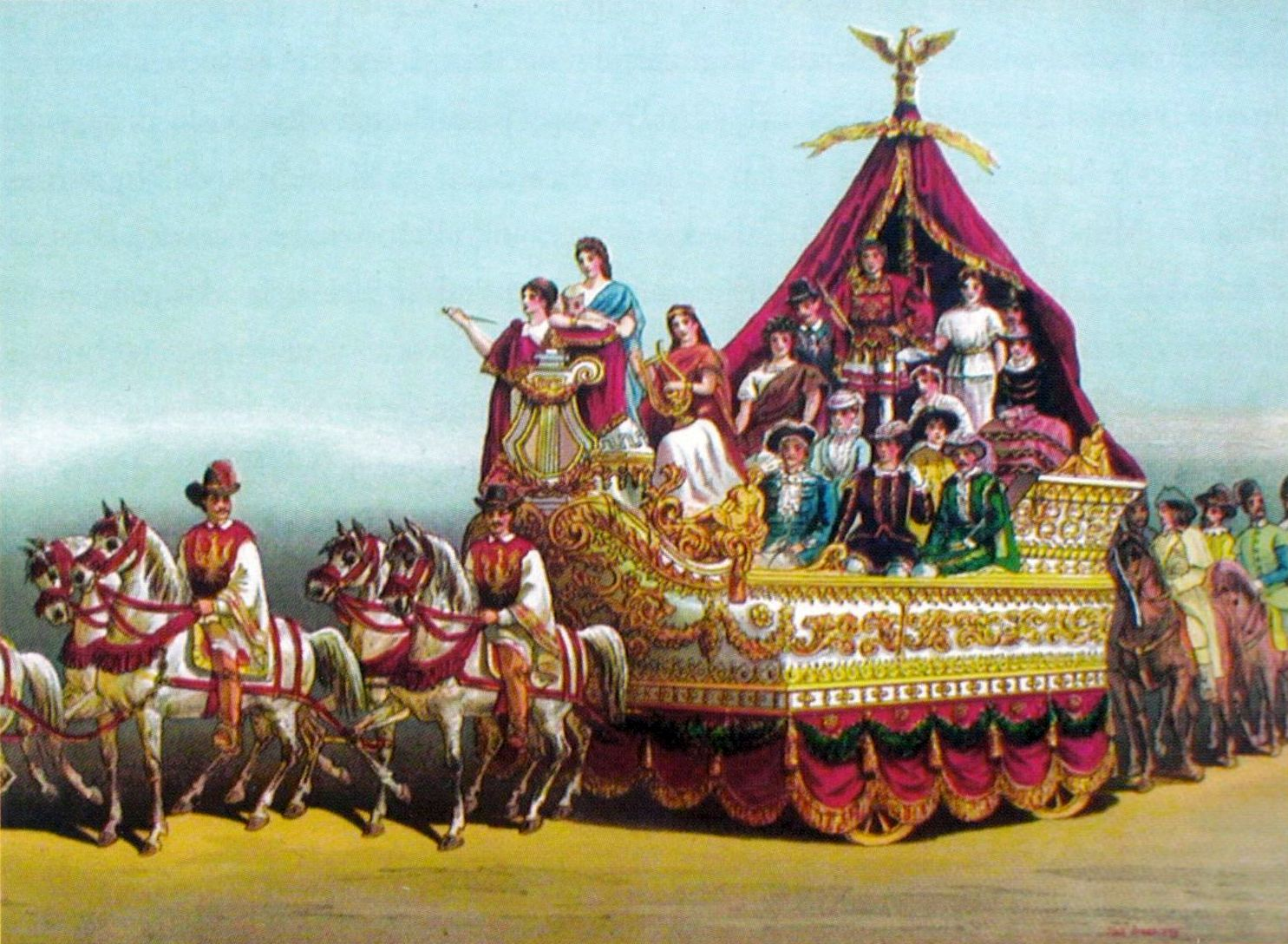
Carul Teatrului Național
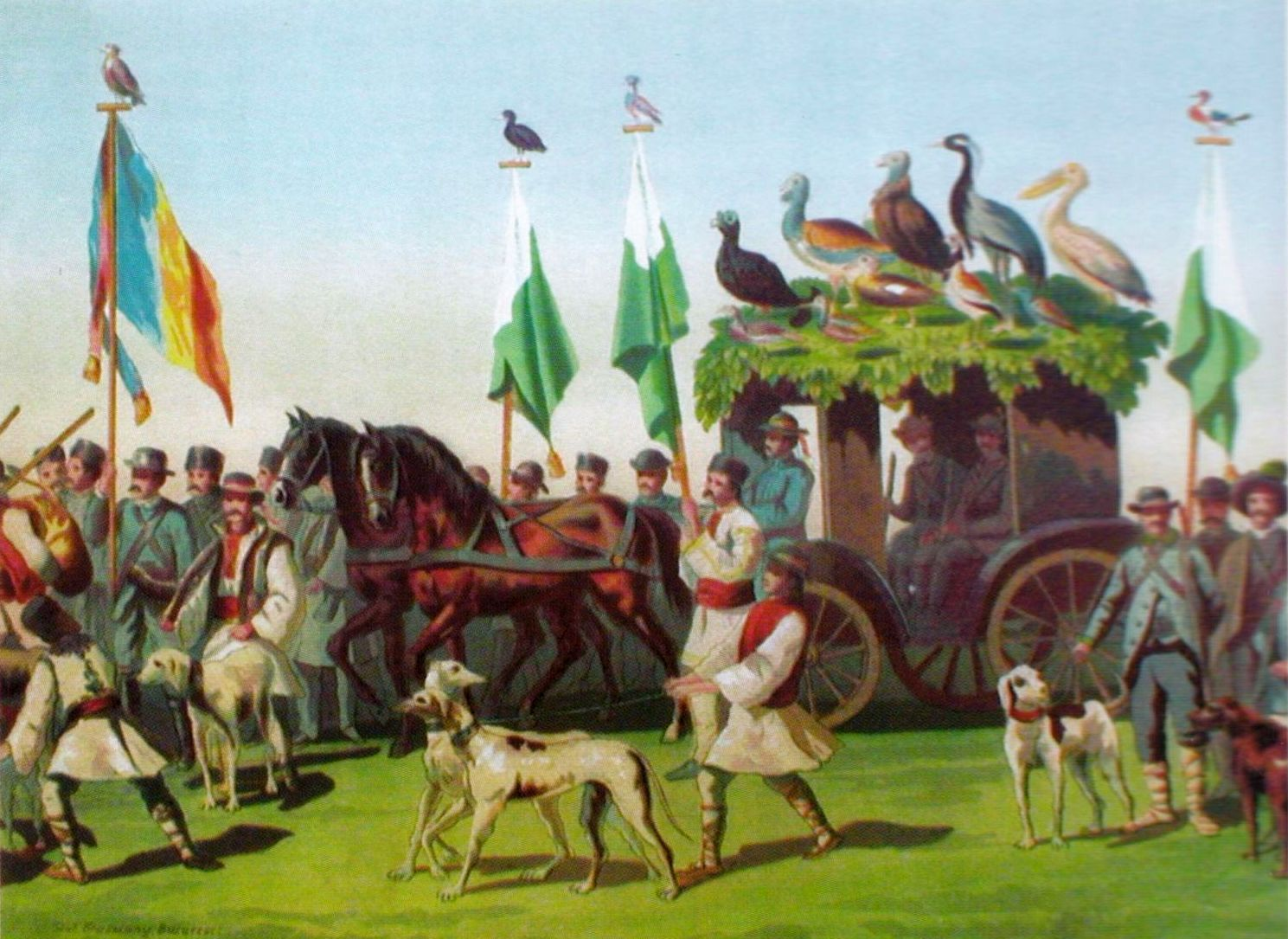
Carul Vânătorii Sălbatice
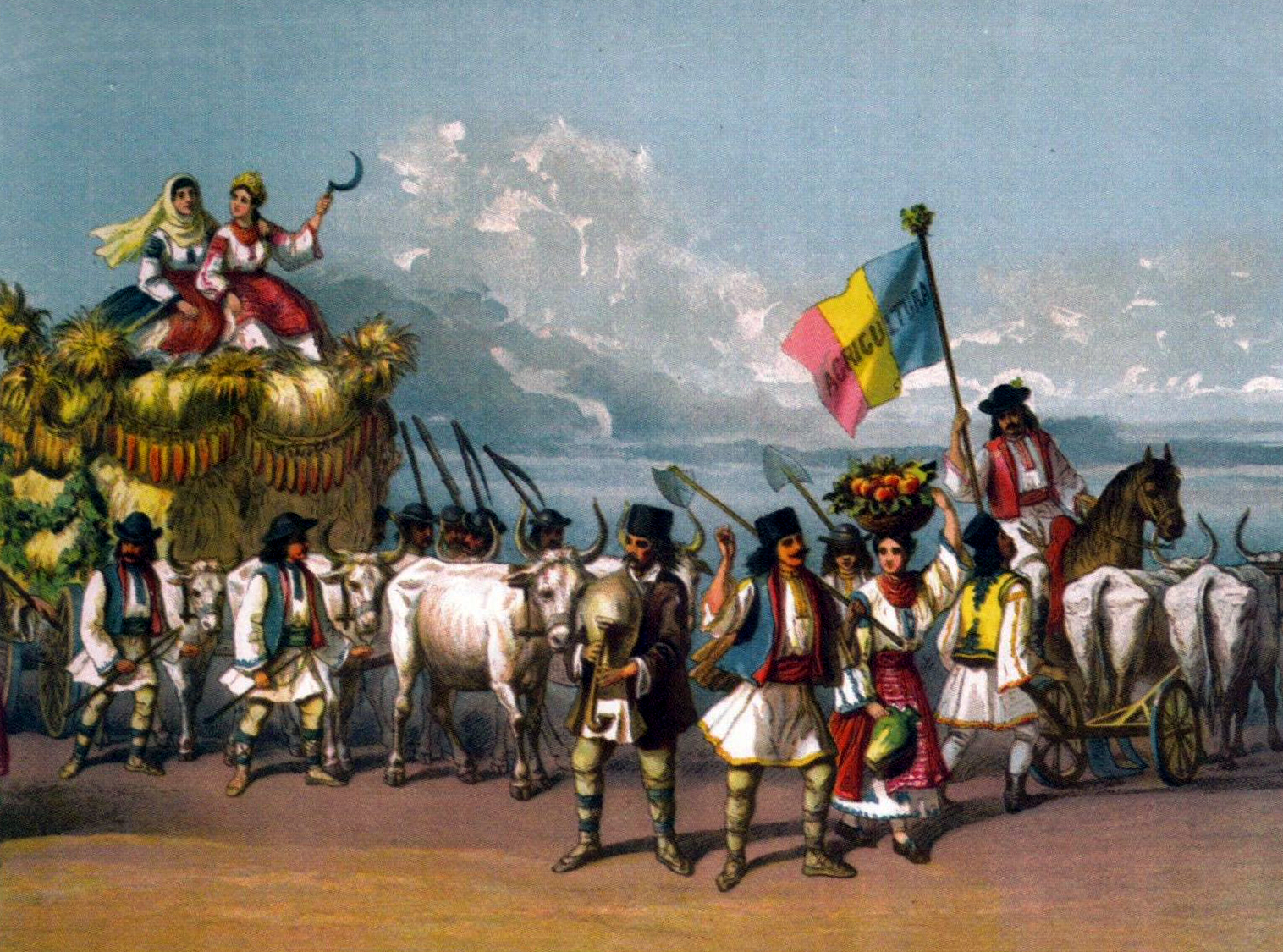
Carul Agriculturii
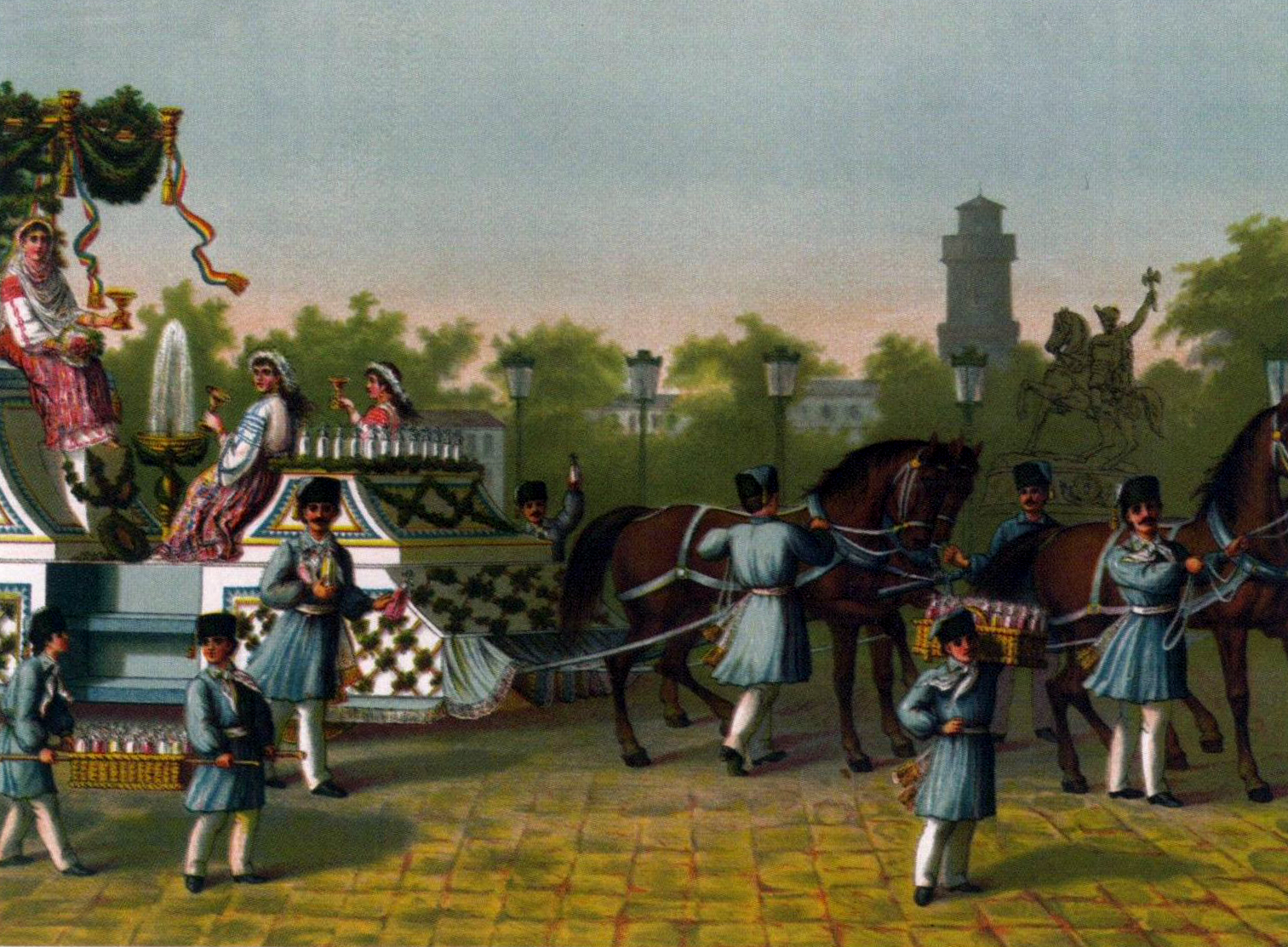
Carul Băuturilor Gazoase

În momentul în care stampele erau gata, ele erau scoase la vânzare ca fascicole separate, ele fiind ulterior legate și în albume. Astfel, în luna martie a anului 1884, s-a anunțat în presa vremii că primul fascicol care a apărut avea patru planșe. În anul 1885 a apărut reclama apariției celui de al treilea fascicol (caiet) și publicul era îmbiat să să facă un abonament pentru un tiraj de lux a cărui valoare era de 30 lei. Intitulat Albumul Carelor Simbolice de la serbarea încoronării Majestăților Lor Regele și Regina României, Bucuresci 10-11 mai 1881, acesta era de mari dimensiuni și avea o copertă atractivă. Pe ea apărea o femeie în picioare ce avea o platoșă de aur și pe umeri purta o halmidă. Într-o mână ține o sabie și în cealaltă o perină roșie pe care tronează coroana regală. În dreapta femeii apare o țărăncuță cu fus. În poala ei stă sprijinit un copil bucălat. Toată compoziția a fost încadrată cu ramuri de măslini și ghirlande vegetale care sunt prinse de o cornișă sub care se vede stema României. Albumul se află astăzi expus la Muzeul Național al Hărților și Cărții Vechi din București.
Cu toate că figurile personajelor sunt crispate în poziții statice evidente, chiar dacă cromatica este cam tare și valoarea artistică a acestor lucrări este scăzută, acuarelele și litografiile lui Szathmary reprezintă pentru România documente incontestabile care relevă gustul istorist care a animat ceremonia încoronării regelui Carol I.

## Bibliografie

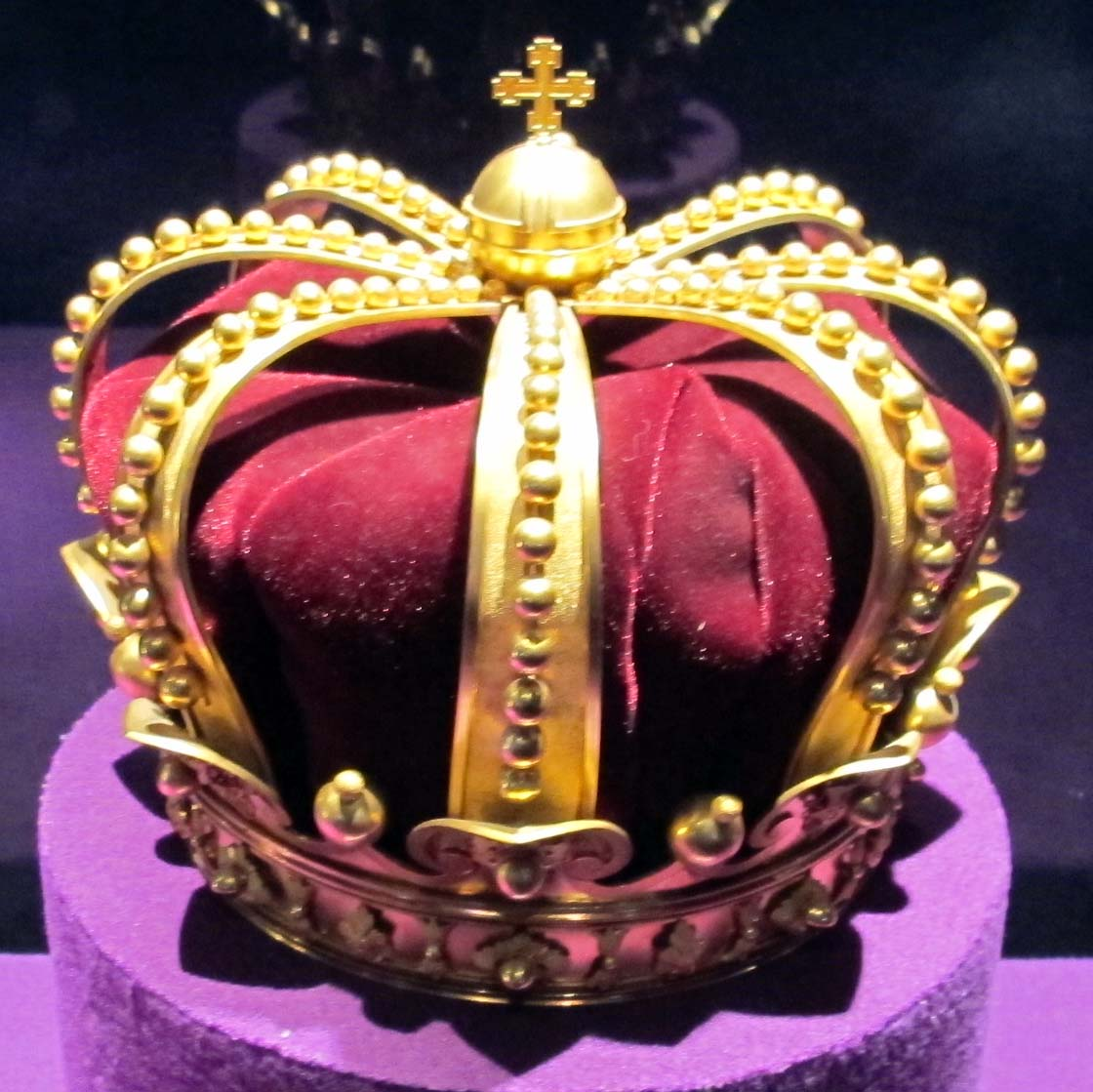
Coroana regală